# Grammy Award for Best Traditional Gospel Album

Die Blind Boys of Alabama haben den Grammy Award for Best Traditional Gospel Album fünf Mal gewonnen.

Der Grammy Award for Best Traditional Gospel Album, auf Deutsch „Grammy-Auszeichnung für das beste traditionelle Gospel-Album“, ist ein Musikpreis, der von 1991 bis 2011 von der amerikanischen Recording Academy im Bereich der Gospelmusik verliehen wurde.

## Geschichte und Hintergrund
Die seit 1959 verliehenen Grammy Awards werden jährlich in zahlreichen Kategorien von der Recording Academy in den Vereinigten Staaten vergeben, um künstlerische Leistung, technische Kompetenz und hervorragende Gesamtleistung ohne Rücksicht auf die Album-Verkäufe oder Chart-Position zu würdigen.
Eine dieser Kategorien ist der Grammy Award for Best Traditional Gospel Album. Der Preis wurde von 1991 bis 2011 vergeben. Ein ähnlicher Preis, der Grammy Award for Best Soul Gospel Performance, Traditional wurde von 1978 bis 1983 verliehen. Dieser hatte zeitweise den Namen Grammy Award for Best Traditional Soul Gospel Album.
Die Kategorie wurde ab 2012 im Rahmen einer umfassenden Überarbeitung der Grammy-Kategorien eingestellt. Ab 2012 werden traditionelle Gospel-Alben in der neuen Kategorie Grammy Award for Best Gospel Album ausgezeichnet.
Shirley Caesar und The Blind Boys of Alabama haben den Grammy Award for Best Traditional Gospel Album je fünf Mal gewonnen.

## Gewinner und Nominierte
| Jahr | Gewinner                                 | Nationalität       | Album                                       | Nominierte | Bild des/der Gewinner(s) |
| ---- | ---------------------------------------- | ------------------ | ------------------------------------------- | --- | ------------------------ |
| 1991 | Tramaine Hawkins                         | Vereinigte Staaten | Tramaine Hawkins Live                       | - Shirley Caesar – I Remember Mama - Ron Winans Family & Friends Choir – Ron Winans Presents Family and Friends Choir II - Mom and Pop Winans – Mom and Pop Winans - The Clark Sisters – Bringing It Back Home                                                                                                   |                          |
| 1992 | Mighty Clouds of Joy                     | Vereinigte Staaten | Pray For Me                                 | - Thomas Whitfield – My Faith - The Jackson Southernaires – Thank You Mamma for Praying for Me - The Williams Brothers – This Is Your Night - Vanessa Bell Armstrong – The Truth About Christmas |                          |
| 1993 | Shirley Caesar                           | Vereinigte Staaten | He’s Working It Out For You                 | - The Fairfield Four – Standing in the Safety Zone - The Gospel Hummingbirds – Steppin' Out - Albertina Walker – Live - Mom and Pop Winans – For the Rest of My Life |                          |
| 1994 | Shirley Caesar                           | Vereinigte Staaten | Stand Still                                 | - The Blind Boys of Alabama – Deep River - Dorothy Norwood – Better Days Ahead - The Dixie Hummingbirds – In Good Health - The Canton Spirituals – Live in Memphis |                          |
| 1995 | Albertina Walker                         | Vereinigte Staaten | Songs of the Church – Live in Memphis       | - Rev. James Moore – I Will Trust in the Lord... - Dorothy Norwood – "Live" With the Georgia Mass Choir - Feel Like... - The Williams Brothers – In This Place - Rev. Timothy Wright and the N.Y. Fellowship Mass Choir – Come Thou Almighty King                                                                |                          |
| 1996 | Shirley Caesar                           | Vereinigte Staaten | Live – He Will Come                         | - Fontella Bass – No Ways Tired - The Blind Boys of Alabama – I Brought Him With Me - Mighty Clouds of Joy – Power - Rev. James Moore with the Mississippi Mass Choir – Live at Jackson State University |                          |
| 1997 | Cissy Houston                            | Vereinigte Staaten | Face to Face                                | - Walter Hawkins & the Hawkins Family – New Dawning - Dorothy Norwood – Shake the Devil Off - Verschiedene Künstler (Mighty Clouds of Joy, The Williams Brothers und Slim & The Supreme Angels) – Together As One: A Tribute To The Heritage Of Quartet Music - Albertina Walker – Lets Go Back: Live in Chicago |                          |
| 1998 | The Fairfield Four                       | Vereinigte Staaten | I Couldn’t Hear Nobody Pray                 | - Shirley Caesar – A Miracle in Harlem - T. D. Jakes – Woman, Thou Art Loosed! Songs of Healing and Restoration - Mighty Clouds of Joy – Live in Charleston - Vickie Winans – Live in Detroit |                          |
| 1999 | Cissy Houston                            | Vereinigte Staaten | He Leadeth Me                               | - Rance Allen and the Soul Winners’ Conference Choir – Just Right for a Miracle - Beverly Crawford – Now That I'm Here - Della Reese – My Soul Feels Better Right Now - Rev. Timothy Wright and the B/J Mass Choir Featuring Myrna Summers – Been There Done That                                                |                          |
| 2000 | Shirley Caesar                           | Vereinigte Staaten | Christmas with Shirley Caesar               | - The Dixie Hummingbirds – Music In The Air - Dottie Peoples – God Can & God Will - Pop Winans & The Winanaires – Uncensored - Vickie Winans – Live In Detroit II |                          |
| 2001 | Shirley Caesar                           | Vereinigte Staaten | You Can Make It                             | - Mighty Clouds of Joy – It Was You - Rev. James Moore – Family & Friends Live From Detroit - Aaron Neville – Devotion - Dorothy Norwood – Ole Rickety Bridge - The Williams Brothers – The Concert |                          |
| 2002 | The Blind Boys of Alabama                | Vereinigte Staaten | Spirit of the Century                       | - Shirley Caesar – Hymns - New Life Community Choir featuring John P. Kee – Not Guilty...The Experience - Dottie Peoples – Show Up and Show Out - Richard Smallwood with Vision – Persuaded: Live in D.C. |                          |
| 2003 | The Blind Boys of Alabama                | Vereinigte Staaten | Higher Ground                               | - Dorothy Norwood – Live At Home - The Canton Spirituals – Walking By Faith - Twinkie Clark – Live in Charlotte - Verschiedene Künstler – Bishop T.D. Jakes Presents Woman Thou Art Loosed – Worship 2002 |                          |
| 2004 | The Blind Boys of Alabama                | Vereinigte Staaten | Go Tell It on the Mountain                  | - Sensational Nightingales – Songs To Edify - Aaron Neville – Believe - Verschiedene Künstler – Gotta Serve Somebody: The Gospel Songs of Bob Dylan - Shirley Caesar & Friends – Shirley Caesar & Friends |                          |
| 2005 | Ben Harper und The Blind Boys of Alabama | Vereinigte Staaten | There Will Be a Light                       | - The Rance Allen Group – The Live Experience - Dottie Peoples – The Water I Give - Richard Smallwood – The Praise & Worship Songs - The Williams Brothers – Still Here |                          |
| 2006 | Donnie McClurkin                         | Vereinigte Staaten | Psalms, Hymns & Spiritual Songs             | - Shirley Caesar – I Know the Truth - Dorinda Clark-Cole – Live From Houston: The Rose of Gospel - Martha Munizzi – Say the Name - Bishop G.E. Patterson & Congregation – Singing The Old Time Way - Marvin Sapp – Be Exalted                                                                                    |                          |
| 2007 | Israel & New Breed                       | Vereinigte Staaten | Alive in South Africa                       | - Donald Lawrence & The Tri-City Singers – Finale: Act One - The Dixie Hummingbirds – Still Keeping it Real - The Caravans – Paved the Way - Byron Cage – An Invitation to Worship |                          |
| 2008 | The Clark Sisters                        | Vereinigte Staaten | Live - One Last Time                        | - Donald Lawrence & The Tri-City Singers – The Grand Finale: Encourage Yourself - Smokie Norful – Life Changing - Marvin Sapp – Thirsty - BeBe Winans – Cherch |                          |
| 2009 | The Blind Boys of Alabama                | Vereinigte Staaten | Down in New Orleans                         | - The West Angeles COGIC Mass Choir – Charles E. Blake Presents... No Limit - Voices Of Unity – Deitrick Haddon Presents Together In Worship - Dorinda Clark-Cole – Take It Back - The Brooklyn Tabernacle Choir & Carol Cymbala – I’ll Say Yes                                                                  |                          |
| 2010 | Verschiedene Künstler                    |                    | Oh Happy Day: An All-Star Music Celebration | - Vickie Winans – How I Got Over - The Williams Brothers – The Journey Continues - Ashley Cleveland – God Don't Never Change - Donald Lawrence – The Law of Confession, Part I |                          |
| 2011 | Patty Griffin                            | Vereinigte Staaten | Downtown Church                             | - Karen Clark Sheard – All in One - Marvin Sapp – Here I Am - Vanessa Bell Armstrong – The Experience - Shirley Caesar – A City Called Heaven |                          |